# Puchar UEFA (1989/1990)
Puchar UEFA 1989/1990 (ang. 1989–1990 UEFA Cup) – 19. edycja międzynarodowego klubowego turnieju piłki nożnej Puchar UEFA, zorganizowana przez Unię Europejskich Związków Piłkarskich w terminie 9 sierpnia 1989 – 16 maja 1990. W rozgrywkach zwyciężyła drużyna Juventus F.C..

## 1/64 finału
| AJ Auxerre – Dinamo Zagrzeb 0:1 i 3:1 1 9.08 1989 0:1 Šuker 79 2 23.08 1989 1:0 K. Kovács 33, 2:0 Otokore 36, 2:1 Panadić 54, 3:1 Otokore 57 |

## 1/32 finału
| Austria Wiedeń – AFC Ajax 1:0 i 3:0vo 1 14.09 1989 1:0 Degeorgi 18 2 27.09 1989 0:1 Wouters 44, 1:1 Pleva 98 (mecz przerwany w 104 minucie przy stanie 1:1 – zweryfikowany na walkower 3:0 dla klubu Austria)                                                      |
| Lewski Sofia – Royal Antwerp FC 0:0 i 3:4 1 13.09 1989 2 26.09 1989 1:0 Sławczew 6, 1:1 Geilenkirschen 79, 2:1 Donkow 81, 3:1 Michtarski 83, 3:2 Claesen 84, 3:3 Claesen 88, 3:4 Guáranla 90                                                                       |
| Apollon Limassol – Real Saragossa 0:3 i 1:1 1 14.09 1989 0:1 Juanito 44k, 0:2 Pardeza 53, 0:3 Pablo 84 2 26.09 1989 0:1 Pardeza 39, 1:1 Pittas 89k |
| Aberdeen F.C. – Rapid Wiedeń 2:1 i 0:1 1 13.09 1989 0:1 Kranjčar 7, 1:1 C. Robertson 80, 2:1 Grant 89 2 27.09 1989 0:1 Fjörtoft 18 |
| Hibernian F.C. – Székesfehérvári Videoton SC 1:0 i 3:0 1 12.09 1989 1:0 Mitchell 25 2 26.09 1989 1:0 Houchen 9, 2:0 Evans 60, 3:0 Collins 80 |
| Atlético Madryt – AC Fiorentina 1:0 i 0:1 (dog), karne 1:3 1 13.09 1989 1:0 Baltazar 78 2 27.09 1989 0:1 Buso 25 |
| Valencia CF – Victoria Bukareszt 3:1 i 1:1 1 13.09 1989 1:0 Toni 36, 2:0 Fenoli 48, 2:1 Coras 61, 3:1 Quique 71 2 27.09 1989 1:0 Toni 37, 1:1 Coras 52 |
| FC Kuusysi – Paris Saint-Germain 0:0 i 2:3 1 13.09 1989 2 27.09 1989 1:0 Remes 14, 1:1 Sušić 18, 1:2 Zl. Vujović 57, 1:3 Calderón 68, 2:3 Lius 90k |
| Rovaniemen Palloseura – GKS Katowice 1:1 i 1:0 1 13.09 1989 0:1 Kubisztal 1, 1:1 Tiainen 43 2 27.09 1989 1:0 Karila 59 |
| AJ Auxerre – Apolonia Fier 5:0 i 3:0 1 13.09 1989 1:0 Boli 20, 2:0 Vahirua 51, 3:0 Vahirua 56, 4:0 Pogace 62s, 5:0 Gueneiro 73 2 27.09 1989 1:0 Scifo 20, 2:0 Scifo 31, 3:0 Cocard 72 (mecz w mieście Vlora)                                                       |
| FC Sochaux-Montbéliard – Jeunesse Esch 7:0 i 5:0 1 12.09 1989 1:0 Lada 6, 2:0 Silvestre 22, 3:0 Lada 25, 4:0 Oudjani 47, 5:0 Oudjani 70, 6:0 Carrasco 88, 7:0 Petry 90s 2 26.09 1989 1:0 Carrasco 8, 2:0 Thomas 27, 3:0 Thomas 28, 4:0 Silvestre 39, 5:0 Thomas 54 |
| Iraklis – FC Sion 1:0 i 0:2 1 13.09 1989 1:0 Toutziaris 28 2 27.09 1989 0:1 Baljić 75, 0:2 López 79 |
| Glentoran F.C. – Dundee United 1:3 i 0:2 1 13.09 1989 0:1 Cleland 31, 1:1 Jameson 68, 1:2 Mclnally 71, 1:3 Hinds 85 2 27.09 1989 0:1 Dark 25, 0:2 Gallacher 47 |
| Íþróttabandalag Akraness – RFC Liège 0:2 i 1:4 1 13.09 1989 0:1 Ernes 7, 0:2 Waseige 81 2 27.09 1989 0:1 Ernes 5, 0:2 Ernes 19, 1:2 Petursson 22, 1:3 Wegria 40, 1:4 Boffin 83                                                                                     |
| Atalanta BC – Spartak Moskwa 0:0 i 0:2 1 13.09 1989 2 27.09 1989 0:1 Czerenkow 28, 0:2 Rodionow 88 |
| Valletta FC – First Vienna FC 1894 1:4 i 0:3 1 12.09 1989 0:1 Camilleri 17s, 0:2 Balzis 42, 0:3 Vidreis 51, 1:3 Zarb 63, 1:4 Herat 86 (mecz w Ta’ Qali) 2 26.09 1989 0:1 Jenisch 20, 0:2 Balzis 57, 0:3 Balzis 78                                                  |
| Lillestrøm SK – Werder Brema 1:3 i 0:2 1 13.09 1989 0:1 Eilts 10, 0:2 Bode 15, 0:3 Bode 71, 1:3 Pedersen 87 2 27.09 1989 0:1 Neubarth 66, 0:2 Sauer 89 |
| FC Twente – Club Brugge 0:0 i 1:4 1 13.09 1989 2 27.09 1989 0:1 Booy 7, 0:2 Disztl 18, 0:3 Staelens 20, 1:3 Paus 24, 1:4 Farina 32 |
| Górnik Zabrze – Juventus F.C. 0:1 i 2:4 1 12.09 1989 0:1 Zawarow 72 2 27.09 1989 0:1 Schillaci 2, 0:2 Fortunato 4, 0:3 Marocchi 6, 0:4 Schillaci 25, 1:4 Koseła 43, 2:4 Lissek 82                                                                                  |
| Sporting CP – SSC Napoli 0:0 i 0:0 (dog), karne 3:4 1 14.09 1989 2 27.09 1989 |
| FC Porto – Flacăra Moreni 2:0 i 2:1 1 13.09 1989 1:0 Zé Carlos 36, 2:0 Branco 56 2 27.09 1989 1:0 Jaime Magalhães 21, 1:1 Beldie 52, 2:1 Rui Aguas 89 |
| 1. FC Köln – Plastika Nitra 4:1 i 1:0 1 13.09 1989 1:0 Götz 8, 1:1 Hipp 21, 2:1 Götz 56, 3:1 Götz 61, 4:1 Littbarski 73k 2 27.09 1989 1:0 Higl 33 |
| VfB Stuttgart – Feyenoord 2:0 i 1:2 1 13.09 1989 1:0 Walter 21, 2:0 Allgöwer 48 2 27.09 1989 0:1 Keur 21, 0:2 van Geel 52k, 1:2 Sigurvinsson 66 |
| Örgryte IS – Hamburger SV 1:2 i 1:5 1 13.09 1989 0:1 Furtok 8, 1:1 Roth 71, 1:2 Jensen 80 2 27.09 1989 0:1 von Heesen 25, 0:2 Beiersdorfer 35, 1:2 Grandelius 76, 1:3 Furtok 79, 1:4 Eck 88, 1:5 Fischer 89                                                        |
| FC Wettingen – Dundalk F.C. 3:0 i 2:0 1 13.09 1989 1:0 Cleary 42s, 2:0 Corneliusson 66, 3:0 Lobmann 69 2 27.09 1989 1:0 Lobmann 42, 2:0 Lobmann 53 |
| Galatasaray SK – FK Crvena zvezda 1:1 i 0:2 1 14.09 1989 0:1 Mrkela 11, 1:1 Hasan 35 2 27.09 1989 0:1 Lukić 3, 0:2 Pančev 66 |
| Dynamo Kijów – MTK Budapeszt 4:0 i 2:1 1 13.09 1989 1:0 Protazow 12, 2:0 Rac 23, 3:0 Rac 33, 4:0 Jakowienko 55 2 27.09 1989 1:0 Zajec 10, 1:1 Jovan 87, 2:1 Salenko 88                                                                                             |
| Zenit Leningrad – Næstved IF 3:1 i 0:0 1 13.09 1989 0:1 Jörgensen 19k, 1:1 Cuchtow 22, 2:1 Stiepanow 60, 3:1 Popielnucha 74 2 27.09 1989 |
| Žalgiris Wilno – IFK Göteborg 2:0 i 0:1 1 13.09 1989 1:0 Fridrikas 36, 2:0 Fridrikas 88 2 27.09 1989 0:1 Mikael Nilsson 53 |
| FK Rad – Olympiakos SFP 2:1 i 0:2 1 13.09 1989 1:0 Nestrović 37, 2:0 Dżoinčević 53, 2:1 Tsalouchidis 89 2 28.09 1989 0:1 Detari 35, 0:2 Anastopoulos 76 |
| FC Karl-Marx-Stadt – Boavista FC 1:0 i 2:2 (dog) 1 13.09 1989 1:0 Köhler 17 2 27.09 1989 0:1 João Pinto 40, 0:2 João Pinto 91, 1:2 Heidrich 104, 2:2 Mehlhorn 119                                                                                                  |
| Hansa Rostock – Baník Ostrawa 2:3 i 0:4 1 13.09 1989 1:0 Wahl 27, 2:0 Wahl 38k, 2:1 Kula 57, 2:2 Hyravy 66, 2:3 Horvath 75 2 27.09 1989 0:1 Necas 28, 0:2 Chylek 43, 0:3 Zálesky 69, 0:4 Pechaček 77                                                               |

## 1/16 finału
| First Vienna FC 1894 – Olympiakos SFP 2:2 i 1:1 1 17.10 1989 1:0 Niederstrasser 27, 1:1 Tsalouchidis 35, 1:2 Alexiou 70, 2:2 Haiden 84 2 2.11 1989 0:1 Detari 53, 1:1 Jenisch 57                                                                  |
| Royal Antwerp FC – Dundee United 4:0 i 2:3 1 17.10 1989 1:0 Geilenkirchen 22, 2:0 van Rooy 23, 3:0 van Rooy 31, 4:0 Claesen 47 2 31.10 1989 1:0 Lehnhoff 19, 2:0 Claesen 22, 2:1 Paatelainen 42, M. 2:2 O’Neill 62, 2:3 Dark 89                   |
| Club Brugge – Rapid Wiedeń 1:2 i 3:4 1 18.10 1989 1:0 Christiaens 23, 1:1 Keglevits 87, 1:2 Pfeifenberger 90 2 1.11 1989 1:0 Farina 18, 1:1 Fjörtoft 52, 1:2 Keglevits 71, 2:2 Ceulemans 81k, 2:3 Pfeifenberger 84, 2:4 Keglevits 87, 3:4 Booy 90 |
| Hibernian F.C. – RFC Liège 0:0 i 0:1 (dog) 1 18.10 1989 2 31.10 1989 0:1 de Sart 105 |
| Real Saragossa – Hamburger SV 1:0 i 0:2 (dog) 1 18.10 1989 1:0 Sirakow 88 2 31.10 1989 0:1 Merkle 69, 0:2 Merkle 96 |
| Rovaniemen Palloseura – AJ Auxerre 0:5 i 0:3 1 18.10 1989 0:1 Otokoré 1, 0:2 Scifo 64, 0:3 Scifo 69, 0:4 Guerreiro 84, 0:5 Cocard 88 2 31.10 1989 0:1 Scifo 4k, 0:2 Dutuel 66, 0:3 Darras 77                                                      |
| Paris Saint-Germain – Juventus F.C. 0:1 i 1:2 1 18.10 1989 0:1 Rui Barros 65 2 1.11 1989 0:1 Galia 26, 1:1 Bravo 30, 1:2 Bosser 83s |
| AC Fiorentina – FC Sochaux-Montbéliard 0:0 i 1:1 1 18.10 1989 (mecz w Perugii) 2 1.11 1989 1:0 Buso 32, 1:1 Laurey 36 |
| FC Porto – Valencia CF 3:1 i 2:3 1 18.10 1989 1:0 Rui Aguas 7, 2:0 Rui Aguas 48, 2:1 Arrojo 62, 3:1 Madjer 70 2 1.11 1989 0:1 Fenoli 39, 1:1 Madjer 43, 1:2 Fenoli 62, 2:2 Jorge Couto 80, 2:3 Fenoli 89                                          |
| Werder Brema – Austria Wiedeń 5:0 i 0:2 1 18.10 1989 1:0 Neubarth 14, 2:0 Hermann 23, 3:0 Riedle 58, 4:0 Rufer 73, 5:0 Kutzop 7 2 31.10 1989 0:1 Hasenhüttl 9, 0:2 Hasenhüttl 80                                                                  |
| 1. FC Köln – Spartak Moskwa 3:1 i 0:0 1 18.10 1989 0:1 Czerenkow 31, 1:1 Sturm 33, 2:1 Götz 40, 3:1 Ordenewitz 71 2 1.11 1989 |
| FC Sion – FC Karl-Marx-Stadt 2:1 i 1:4 1 19.10 1989 0:1 Laudeley 25, 1:1 Brigger 49, 2:1 Piffaretti 66 2 1.11 1989 0:1 Ziffert 11, 0:2 Steinmann 29k, 0:3 Winhold 41, 0:4 Laudeley 64, 1:4 Cina 79                                                |
| FC Wettingen – SSC Napoli 0:0 i 1:2 1 18.10 1989 (mecz w Zurychu) 2 1.11 1989 1:0 Berteisen 13, 1:1 Baroni 47, 1:2 Mauro 74k |
| Dynamo Kijów – Baník Ostrawa 3:0 i 1:1 1 18.10 1989 1:0 Michajliczenko 33, 2:0 Biessonow 54, 3:0 Litowczenko 79 2 1.11 1989 1:0 Biessonow 2, 1:1 Chylek 35                                                                                        |
| Zenit Leningrad – VfB Stuttgart 0:1 i 0:5 1 18.10 1989 0:1 Allgöwer 87 2 1.11 1989 0:1 Walter 27, 0:2 Sigurvinsson 41, 0:3 Allgöwer 43, 0:4 Sigurvinsson 44, 0:5 Buchwald 49                                                                      |
| FK Crvena zvezda – Žalgiris Wilno 4:1 i 1:0 1 18.10 1989 1:0 Savićević 30, 2:0 Kanatlarovski 31, 3:0 Pančev 33, 4:0 Drizić 56, 4:1 Narbekovas 70 2 1.11 1989 1:0 Prosinečki 70                                                                    |

## 1/8 finału
| Rapid Wiedeń – RFC Liège 1:0 i 1:3 1 22.11 1989 1:0 Kranjčar 41 2 6.12 1989 0:1 Waselge 5, 0:2 Ernes 34, 0:3 Boffin 46, 1:3 Fjörtoft 80                                                                                          |
| Royal Antwerp FC – VfB Stuttgart 1:0 i 1:1 1 21.11 1989 1:0 Lehnhoff 10 2 5.12 1989 0:1 Frontzeck 51, 1:1 Broeckaert 60 |
| Olympiakos SFP – AJ Auxerre 1:1 i 0:0 1 22.11 1989 0:1 K. Kovács 19, 1:1 Anastopoulos 30 2 6.12 1989 |
| AC Fiorentina – Dynamo Kijów 1:0 i 0:0 1 22.11 1989 1:0 R. Baggio 77k (mecz w Perugii) 2 6.12 1989 |
| SSC Napoli – Werder Brema 2:3 i 1:5 1 22.11 1989 0:1 Neubarth 41, 0:2 Riedle 46, 1:2 Alemão 52, 2:2 Careca 65, 2:3 Rufer 90 2 6.12 1989 0:1 Riedle 24, 0:2 Rufer 55, 0:3 Riedle 62, 1:3 Bratseth 70s, 1:4 Sauer 88, 1:5 Eilts 90 |
| Juventus F.C. – FC Karl-Marx-Stadt 2:1 i 1:0 1 22.11 1989 0:1 Wienhold 70, 1:1 Schillaci 82, 2:1 Casiraghi 88 2 6.12 1989 1:0 De Agostini 20                                                                                     |
| Hamburger SV – FC Porto 1:0 i 1:2 1 22.11 1989 1:0 von Heesen 48 2 6.12 1989 1:0 Eck 42, 1:1 Nascimento 45, 1:2 Jorge Couto 63                                                                                                   |
| FK Crvena zvezda – 1. FC Köln 2:0 i 0:3 1 22.11 1989 1:0 Savićević 76, 2:0 Savićević 80 2 6.12 1989 0:1 Götz 59, 0:2 Götz 83, 0:3 Ordenewitz 90                                                                                  |

## 1/4 finału
| RFC Liège – Werder Brema 1:4 i 2:0 1 7.03 1990 0:1 Bockenfeld 32, 0:2 Riedle 35, 0:3 Rufer 39, 1:3 Varga 40, 1:4 Riedle 68 2 21.03 1990 1:0 de Sart 25, 2:0 Milošević 80k |
| AC Fiorentina – AJ Auxerre 1:0 i 1:0 1 7.03 1990 1:0 Volpecina 6 (mecz w Perugii) 2 21.03 1990 1:0 Nappi 78                                                               |
| 1. FC Köln – Royal Antwerp FC 2:0 i 0:0 1 6.03 1990 1:0 Littbarski 2, 2:0 Giske 53 2 20.03 1990                                                                           |
| Hamburger SV – Juventus F.C. 0:2 i 2:1 1 7.03 1990 0:1 Schillaci 50, 0:2 Casiraghi 57 2 21.03 1990 0:1 Galia 34, 1:1 Furtok 72, 2:1 Merkle 78                             |

## 1/2 finału
| Juventus F.C. – 1. FC Köln 3:2 i 0:0 1 4.04 1990 1:0 Rui Barros 22, 2:0 Higl 45s, 3:0 Marocchi 53, 3:1 Götz 80, 3:2 Sturm 90 2 18.04 1990 |
| Werder Brema – AC Fiorentina 1:1 i 0:0 1 3.04 1990 0:1 Nappi 78, 1:1 Landucci 90s 2 17.04 1990 (mecz w Perugii)                           |

## Finał
| Juventus F.C. – AC Fiorentina 3:1 i 0:0 |
| 2 maja 1990 Turyn Stadio Comunale (47 519) Juventus F.C. – AC Fiorentina 3:1 (1:1) Sędzia: Emilio Soriano Aladrèn (Hiszpania) Bramki: 1:0 Roberto Galia 3, 1:1 Renato Buso 10, 2:1 Pierluigi Casiraghi 59, 3:1 Luigi De Agostini 73 Juventus Football Club (trener Dino Zoff): Stefano Tacconi – Nicolo Napoli, Luigi De Agostini, Roberto Galia, Sergio Brio (kapitan, 46 Angelo Alessio), Dario Bonetti, Sergiej Alejnikow, Rui Barros, Giancarlo Marocchi, Pierluigi Casiraghi, Salvatore Schillaci po zejściu Brio kapitanem został Stefano Tacconi Associazione Calcio Fiorentina (trener Francesco Graziani) Marco Landucci – Antonio Dell’Oglio, Giuseppe Volpecina, Celeste Pin, Sergio Battistini (kapitan), Dunga, Marco Nappi, Luboš Kubik (87 Alberto Malusci), Roberto Baggio, Renato Buso, Alberto Di Chiara                                             |
| 16 maja 1990 Avellino Stadio Partenio (30 999) AC Fiorentina – Juventus F.C. 0:0 Sędzia: Aron Schmidhuber (Belgia) Żółte kartki: Antonio Dell’Oglio, Marco Nappi, Renato Buso, Alberto Di Chiara / Pierluigi Casiraghi, Pasquale Bruno, Sergiej Alejnikow Czerwone kartki: – / Pasquale Bruno 58 Associazione Calcio Fiorentina (trener Francesco Graziani) Marco Landucci – Antonio Dell’Oglio, Giuseppe Volpecina, Celeste Pin, Sergio Battistini (kapitan), Dunga, Marco Nappi (71 Mauro Zironelli), Luboš Kubik, Roberto Baggio, Renato Buso, Alberto Di Chiara Juventus Football Club (trener Dino Zoff): Stefano Tacconi (kapitan) – Nicolo Napoli, Luigi De Agostini, Roberto Galia, Pasquale Bruno, Angelo Alessio, Sergiej Alejnikow, Rui Barros (72 Salvatore Avallone), Giancarlo Marocchi, Pierluigi Casiraghi (79 Massimiliano Rosa), Salvatore Schillaci |